# Keith Emerson

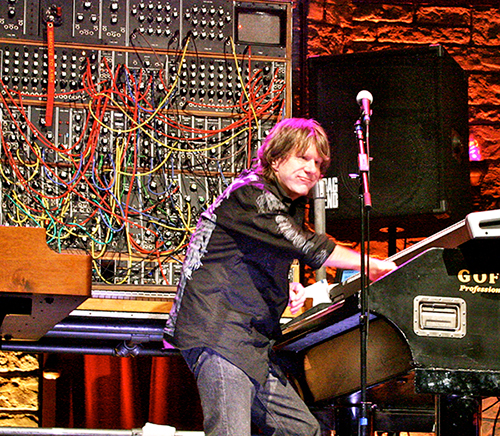
Keith Emerson bei einem Auftritt 2010

Keith Noel Emerson (* 2. November 1944 in Todmorden, England; † 10. März 2016 in Santa Monica, Vereinigte Staaten) war ein dem Progressive Rock zuzuordnender britischer Keyboarder, Komponist und Pianist. Besonders erfolgreich war er in den 1970er Jahren mit der Band Emerson, Lake and Palmer. 
Zusätzlich zu seinem Erfolg mit komplexen Eigenkompositionen machte er Werke der klassischen Musik bekannt, die er unkonventionell – teils jazzig und teils rockig – arrangierte. Neben dem Flügel verwendete Keith Emerson auch das Clavinet, vor allem aber Hammondorgeln und Synthesizer (z. B. Moog-Synthesizer, KORG-Synthesizer). In seinem Piano Concerto No. 1 verwendet er Stilmittel virtuoser klassischer Klavierkonzerte der Romantik und frühen Moderne.

## Biografie

### Erste Schritte und musikalische Einflüsse
Keith Emerson war schon mit 14 Jahren in seiner Heimatstadt Worthing für sein Klavierspiel bekannt, bevor es ihn in seiner späten Jugend nach London verschlug. Dort wurde er Mitglied in Gruppen wie den V.I.P.s oder später Gary Farr and the T-Bones und begleitete seinen Mentor T-Bone Walker im Marquee Club, London. Auch nahm er an Touren durch England, Frankreich und Deutschland teil. In dieser Zeit wurde er musikalisch durch Künstler wie die Jazzmusiker Fats Waller, Oscar Peterson, Dave Brubeck, Jack McDuff oder Big John Patton, aber auch durch klassische Komponisten wie Johann Sebastian Bach, Aaron Copland, Dmitri Schostakowitsch, Béla Bartók oder Alberto Ginastera beeinflusst.

### Mit The Nice

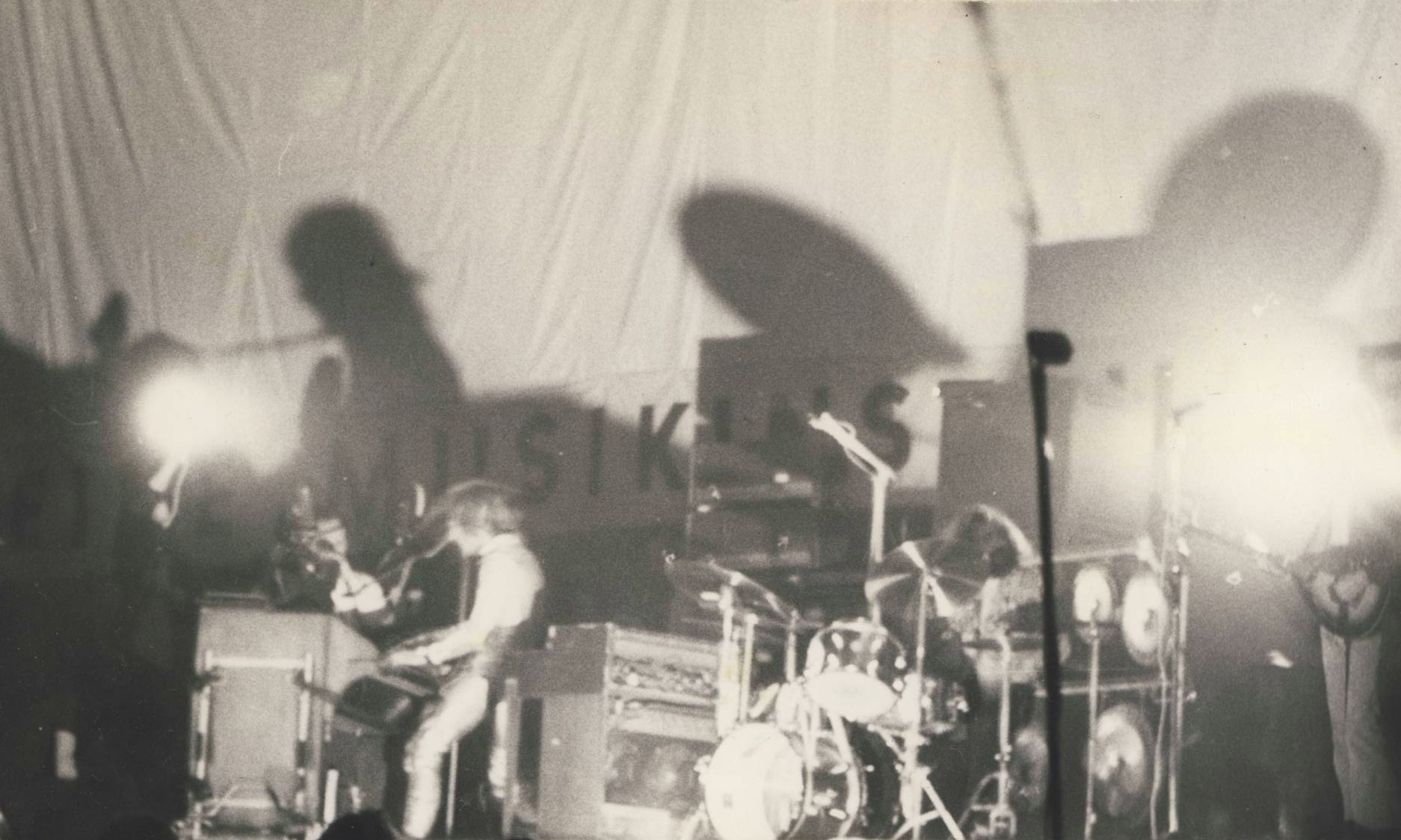
The Nice bei ihrem Konzert Ostern 1970 in Hamburg

Aus der Begleitband der Sängerin P. P. Arnold entstand 1967 die Band The Nice mit dem Sänger und Bassisten Lee Jackson, dem Schlagzeuger Brian Davison und dem Gitarristen David O’List.
Nachdem Emerson das Werk Switched-On Bach von Wendy Carlos – damals noch als Walter Carlos – gehört hatte, begann auch er mit dem neuartigen Moog-Synthesizer zu experimentieren und wurde der erste Musiker, der ihn auf Tour einsetzte.
Emerson beeindruckte seine Fans auch durch seine spektakuläre Bühnenshow. Er erzeugt Feedback-Geräusche, indem er die Hammondorgel auf einen Punkt aufstellte und drehte, außerdem hielt er mit mehreren Messern, darunter ein Dolch, die ihm Lemmy Kilmister, damals noch einer der Roadies der Band, gegeben hatte, einzelne Tasten auf der Orgel fest, und legte sich teilweise unter die umgekippte Orgel, um klassische Stücke spiegelverkehrt vorzutragen.

### Emerson, Lake and Palmer
1970 gründete Emerson mit Greg Lake (vorher King Crimson; E-Bass, Gitarren, Gesang) und Carl Palmer (vorher Atomic Rooster; Schlagzeug) die Formation Emerson, Lake and Palmer, mit der er in den 1970er Jahren seine größten Erfolge feierte.
Emerson, Lake and Palmer hatten ihren ersten Auftritt beim Isle of Wight Festival 1970. Sie führten dort ihr Werk Pictures at an Exhibition, eine Adaption von Mussorgskis Bilder einer Ausstellung auf. Eine andere Liveaufnahme von Pictures at an Exhibition wurde 1971 als ihr drittes Album veröffentlicht. Ihr Debütalbum wurde nach dem Festival die LP Emerson, Lake & Palmer, die auch den Hit Lucky Man enthält. Dieses Lied endet mit dem ersten Synthesizersolo der Rockgeschichte auf Emersons Moog-Synthesizer.
Zwischen den Jahren 1970 und 1977 veröffentlichten Emerson, Lake and Palmer mit Emerson, Lake & Palmer, Tarkus, Trilogy, Brain Salad Surgery, dem Livealbum Welcome Back My Friends to the Show That Never Ends und Works Volume I sechs Platinalben und waren vor über 500.000 Zuschauern 1974 Hauptakt beim Festival California Jam, auf dem auch Deep Purple auftraten. 1977 tourte die Gruppe mit einem 80-Mann-Symphonieorchester, das unter anderem Emersons Piano Concerto No. 1 vom Album Works Volume I begleitete. Auf Works Volume I benutzte Emerson auch den Yamaha-„Wundersynthesizer“ GX-1, etwa bei Fanfare for the Common Man. Nach den zwei weiteren Alben Works Volume II und Love Beach trennten sich Emerson, Lake and Palmer im Jahre 1979.

### 1980er und 1990er Jahre

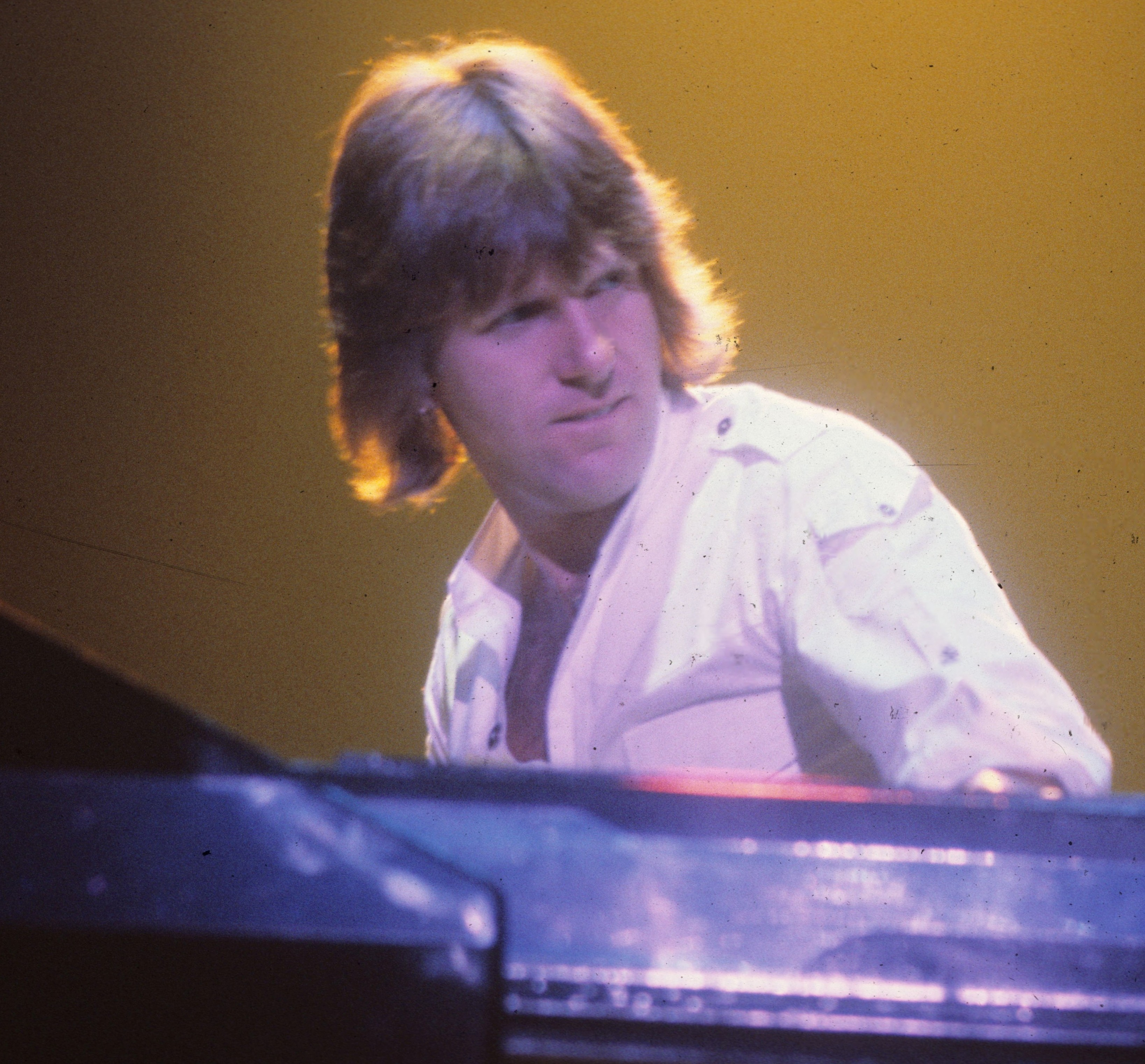
Keith Emerson

1980 versuchte Emerson, eine Band mit dem südafrikanischen Sänger und Gitarristen Trevor Rabin und dem Bassisten Jack Bruce zusammenzubringen; der Versuch scheiterte allerdings, da Rabin sich für ein Projekt mit dem Bassisten Chris Squire und dem Schlagzeuger Alan White entschied, aus dem später eine neue Yes-Besetzung entstand. Emerson wandte sich daraufhin der Filmmusik zu. Er schrieb Filmmusiken etwa für Dario Argentos italienische Horrorfilme Horror Infernal (1980) und The Church (1989), für Nachtfalken mit Sylvester Stallone (1981) oder Godzilla: Final Wars (2004). 1981 brachte Keith Emerson auch ein erstes Soloalbum, Honky heraus.
1984 versuchte Jim Lewis, Vizepräsident von Polydor Records, Keith Emerson dazu zu bewegen, ELP wieder zusammenzubringen. Emerson traf sich mit Lake, und die beiden beschlossen, es ein zweites Mal zu versuchen. Da Carl Palmer zu der Zeit vertraglich gebunden war, wurde der Schlagzeuger Cozy Powell engagiert. Als Emerson, Lake & Powell nahm die Band ein Album auf (1986 veröffentlicht) und ging auf Tour. Nach Streitigkeiten mit Lake löste sich das Trio jedoch noch im selben Jahr wieder auf.
1987 versuchte dann Brian Lane, der Manager von Carl Palmer, ELP wieder ins Leben zu rufen. Im März probten die drei Musiker für zwei Wochen miteinander, doch das schlechte Verhältnis zwischen Keith Emerson und Greg Lake hielt unverändert an und der Versuch scheiterte. Als Ersatz für Lake kam Robert Berry in die Band. Unter dem Namen Three erschien 1988 das Album To the Power of Three.
Emerson arbeitete ab Anfang Juli 1989 zusammen mit Kevin Gilbert an einem Soloalbum, das erst 1995 veröffentlicht wurde. Im Frühling 1990 ging Emerson mit Jeff Baxter (Steely Dan, Doobie Brothers), John Entwistle (The Who), Joe Walsh (Eagles) und Simon Phillips unter dem Bandnamen The Best auf Tour durch Hawaii und Japan. Ein Album dieser Besetzung kam nicht zustande. Als er zurückkam, arbeitete er zunächst weiter an seinem Soloalbum.

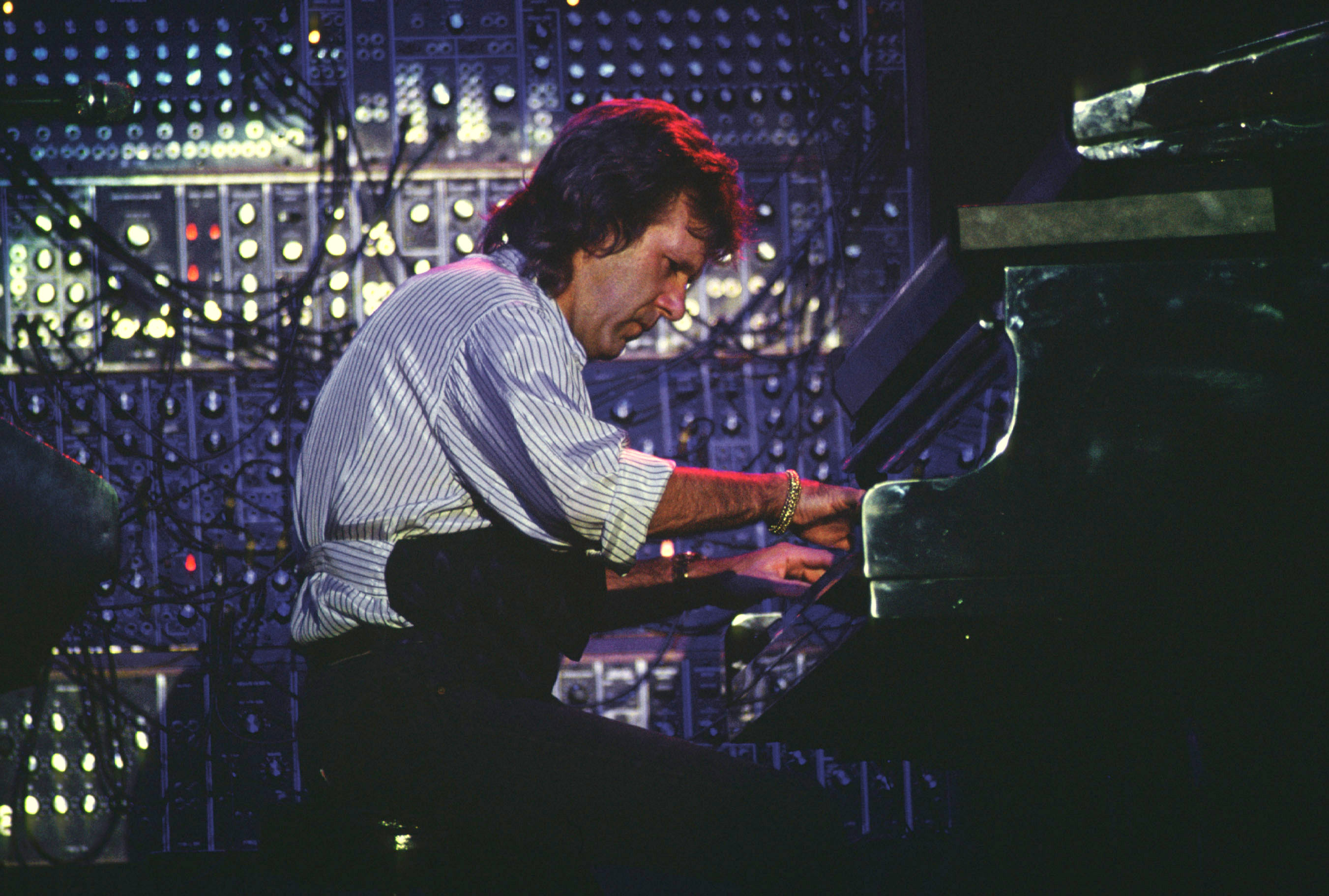
Keith Emerson, 1992

1992 kamen ELP auf Initiative Phil Carsons dann doch wieder zusammen und brachten im selben Jahr das Album Black Moon und zwei Jahre später In the Hot Seat heraus. 1998 trennte sich die Gruppe wieder. Emerson ging mit dem Bassisten und Sänger Glenn Hughes (ex-Deep Purple) und dem Gitarristen Marc Bonilla auf Tournee, ein Mitschnitt erschien 2009.
1995 erschien das Soloalbum, das er 1989/90 zusammen mit Kevin Gilbert aufgenommen hatte, unter dem Titel Changing States. Es enthielt unter anderem frühe Fassungen dreier Stücke, die auf dem ELP-Album Black Moon inzwischen erschienen waren: Close to Home, Romeo and Juliet und Changing States. Emerson komponierte in dieser Zeit auch Musik für zwei Folgen der Zeichentrickserie Iron Man.

### Keith Emerson Band
Keith Emerson gründete Anfang 2008 eine neue Musikformation, The Keith Emerson Band – in der Besetzung Keith Emerson (Piano, Orgel, Keyboards), Marc Bonilla (Gitarre, Gesang), Bob Birch (Bass) und Gregg Bissonette (Schlagzeug). Im August 2008 veröffentlichte die Band ein vielschichtiges Progressive-Rock-Album, das die kompositorischen und instrumentalen Essentials von The Nice und Emerson, Lake and Palmer stilistisch und soundtechnisch weiterentwickelte. 2010 wurde Emerson mit dem Frankfurter Musikpreis ausgezeichnet.

### Privatleben und Tod

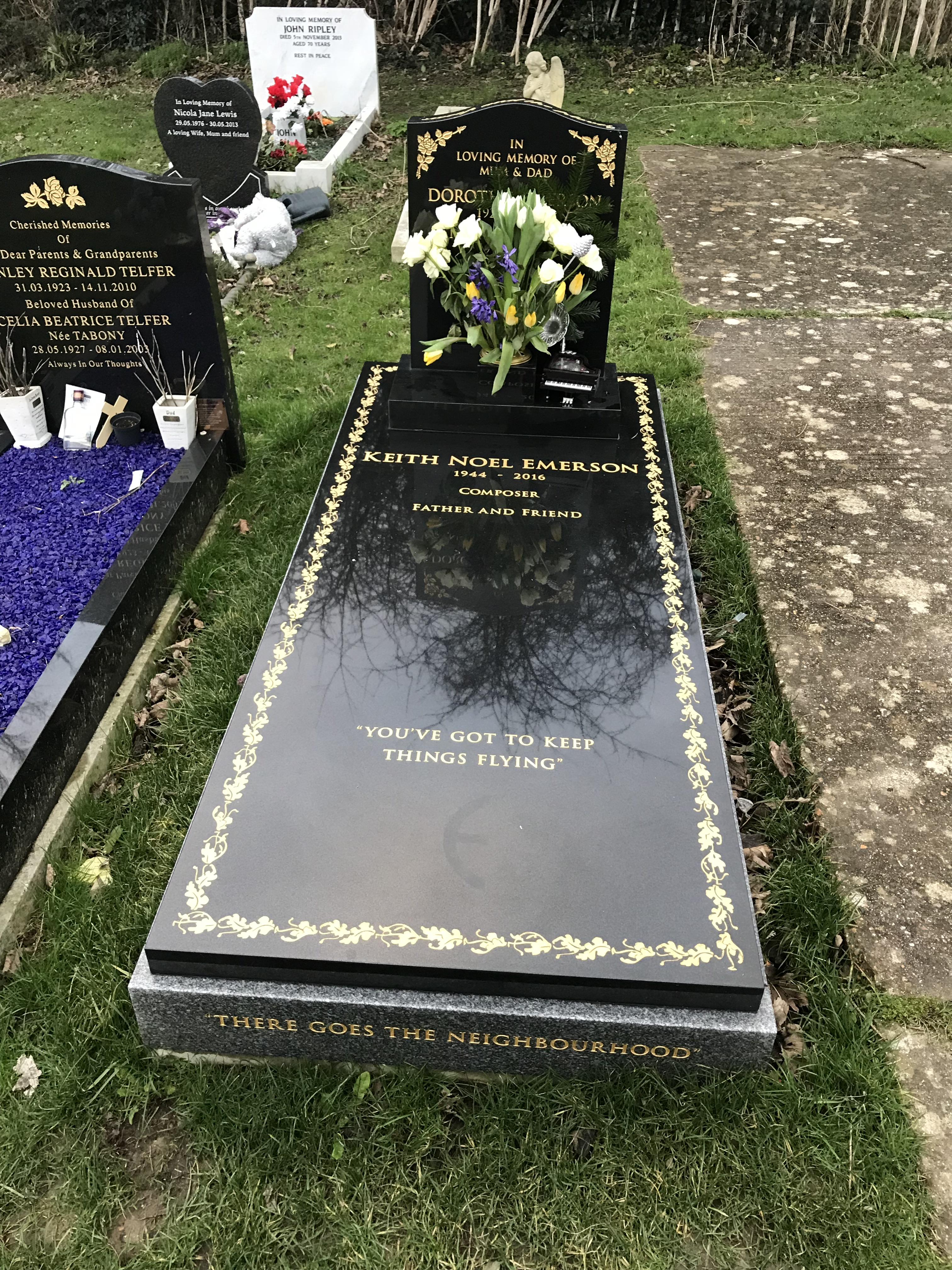
Keith Emersons Grab in Lancing

1969 heiratete er seine dänische Freundin. Das Paar bekam zwei Söhne; später wurde die Ehe geschieden.
Emerson litt jahrelang an fokaler Dystonie mit zunehmender Einschränkung der Beweglichkeit seiner rechten Hand. 2009 sagte er deshalb die meisten Konzerte ab. Im September 2010 musste er sich einer Operation unterziehen und danach erneut bis auf weiteres alle Konzerte absagen.
Im Jahr 2004 veröffentlichte Emerson seine Autobiografie mit dem Titel Pictures of an Exhibitionist (deutsch etwa: ‚Bilder eines Exhibitionisten‘, in Anlehnung an einen von ELPs größten Erfolgstiteln Pictures at an Exhibition), in der er sein Leben bis zu seinem fast karrierebeendenden Nervenleiden im Jahr 1993 schildert.
Am 10. März 2016 beging er im Alter von 71 Jahren Suizid. Er litt auch an einer Herzerkrankung und an Depressionen, die durch Alkohol verursacht wurden.
Seine Grabstätte befindet sich auf dem Lancing and Sompting Cemetery im englischen Lancing, Grafschaft West Sussex.

### Ehrungen und Auszeichnungen
Im Jahr 2010 erhielt Keith Emerson für seine Leistungen den Frankfurter Musikpreis. Das Kuratorium des Frankfurter Musikpreises beschrieb Keith Emerson als einen innovativen Künstler, der mit seiner Musik nicht nur die Grenzen des Genres überschritten, sondern durch sein Keyboardspiel auch die Technologie elektronischer Tasteninstrumente entscheidend beeinflusst hat.
2014 wurde Emerson von der Hammond Organ Company in die Hammond Hall of Fame aufgenommen.

## Diskografie

### Mit The Nice
- 1968 – The Thoughts of Emerlist Davjack
- 1968 – Ars Longa Vita Brevis
- 1969 – Nice
- 1970 – Five Bridges
- 1971 – Elegy
- 1972 – Autumn ’67 – Spring ’68
- 1972 – Keith Emerson with the Nice (2 LP)
- 2003 – Keith Emerson and the Nice: Vivacitas – Live at Glasgow 2002
- 2009 – Live at the Fillmore East December 1969

### Mit Emerson, Lake and Palmer

#### Singles
- 1970 – Lucky Man (A-Seite), Knife Edge (B-Seite)
- 1971 – Stones of Years
- 1972 – Nutrocker (live)
- 1972 – From the Beginning
- 1973 – Jerusalem
- 1977 – Fanfare for the Common Man (edit)
- 1977 – C’est la Vie
- 1978 – Canario
- 1978 – Watching Over You
- 1978 – All I Want Is You
- 1979 – Peter Gunn (live)
- 1992 – Black Moon
- 1992 – Affairs of the Heart

#### Alben
- 1970 – Emerson, Lake & Palmer
- 1971 – Tarkus
- 1971 – Pictures at an Exhibition
- 1972 – Trilogy
- 1973 – Brain Salad Surgery
- 1977 – Works Volume I
- 1977 – Works Volume II
- 1978 – Love Beach
- 1992 – Black Moon
- 1994 – In the Hot Seat

#### Konzertalben und Kompilationen
- 1974 – Welcome Back My Friends to the Show That Never Ends – Ladies and Gentlemen… Emerson, Lake & Palmer (Als Dreifach-LP)
- 1979 – Emerson, Lake & Palmer in Concert
- 1980 – The Best of Emerson, Lake & Palmer
- 1992 – The Atlantic Years (2 CDs)
- 1993 – Live at the Royal Albert Hall
- 1993 – The Return of the Manticore (CD-Box-Set)
- 1994 – The Best of Emerson, Lake & Palmer (Victory)
- 1995 – I Believe in Father Christmas (EP)
- 1996 – Works Live
- 1997 – Greatest Hits Live
- 1997 – Live at the Isle of Wight Festival
- 1997 – ELP in Concert on the King Biscuit Flower Hour
- 1998 – Then & Now
- 2000 – Extended Versions
- 2000 – The Very Best of Emerson, Lake & Palmer
- 2002 – The Show That Never Ends
- 2002 – Live in Poland
- 2003 – Fanfare – The 1997 World Tour
- 2005 – Emerson, Lake & Palmer – Live at Montreux 1997
- 2010 – A Time and a Place (CD-Box-Set)
- 2010 – High Voltage
- 2011 – Live at Nassau Coliseum ’78
- 2011 – Live at the Mar Y Sol Festival ’72
- 2012 – Live in California 1974
- 2013 – Live in Montreal 1977
- 2014 – Live from Manticore Hall

### Solo
- 1980 – Inferno (Musik zum gleichnamigen Horrorfilm von Dario Argento)
- 1981 – Nighthawks (Musik zum Film Nachtfalken)
- 1981 – Honky
- 1983 – Murderock (Musik zum Film Murderock)
- 1985 – The Best Revenge (Musik zum Film)
- 1987 – Harmagedon
- 1988 – The Christmas Album
- 1994 – Iron Man (TV) (Musikproduzent)
- 1995 – Changing States (auch unter seinem Arbeitstitel Cream of Emerson Soup bekannt)
- 2002 – La Chiesa (The Church) (Musik zum Film)
- 2002 – Emerson Plays Emerson
- 2005 – Hammer It Out – The Anthology
- 2005 – At the Movies
- 2006 – Off the Shelf

### Mit Emerson, Lake & Powell
- 1986 – Emerson, Lake & Powell
- 2003 – The Sprocket Sessons (Proben)
- 2003 – Live in Concert (live aufgenommen in Lakeland, Florida, November 1986)

### Mit Three
- 1988 – To the Power of Three
- 2018 – 3.2

### Mit der Keith Emerson Band
- 2008 – Keith Emerson Band feat. Marc Bonilla
- 2009 – Boys Club – Live from California (mit Glenn Hughes und Marc Bonilla)
- 2011 – Moscow (Doppel-Live-CD mit Aufnahmen von 2008)
- 2012 – Three Fates (mit Marc Bonilla, Terje Mikkelsen und dem Münchner Rundfunkorchester)